# World through my eyes
World through my eyes (WTME) is een studioalbum van RPWL. Na het uitbrengen van Stock, een compilatiealbum met oud werk, werd het even stil rond de Duitse muziekgroep. In januari kwam er na vier jaar nieuw werk van de band uit en deze muziek was ook weer opgenomen in de eigen Farmland geluidsstudio opgenomen. De band had ook weer nieuw personeel in dienst in de vorm van de drummer. Als gast zong Ray Wilson (ex Stiltskin, ex-Genesis) een nummer mee. De stijl van Pink Floyd kwam met dit album ook weer terug.

## Musici
- Yogi Lang – zang, toetsinstrumenten
- Karlheinz Wallner – gitaar
- Stephan Ebner – basgitaar
- Mann Mueller- drums

Met medewerking van
- Ray Wilson – zang op Roses
- Asif Ali – sarang
- Chris Postl – basgitaar
- Vipo Maat – gitaar
- Mark Anderton met een Indiaas gemengd koor (opgenomen in India)

## Muziek
| Nr. | Titel                                        | Duur  |
| --- | -------------------------------------------- | ----- |
| 1.  | Sleep (Lang, Wallner)                        | 7:10  |
| 2.  | Start the fire (Lang, Postl, Anderton)       | 5:06  |
| 3.  | Everything was not enough (Lang, Postl)      | 8:42  |
| 4.  | Roses (Lang, Wallner)                        | 5:39  |
| 5.  | 3 lights (Lang, Postl, Wallner)              | 7:30  |
| 6.  | Sea-nature (Steve Hillage, Miquette Giraudy) | 8:10  |
| 7.  | Day on my pillow (Lang, Wallner, Maat)       | 4:22  |
| 8.  | World through my eyes (Lang, Wallner)        | 10:04 |
| 9.  | Wasted land (Lang, Wallner)                  | 4:52  |
| 10. | Bound to reach the end (Lang, Wallner)       | 6:39  |
| 11. | New stars are born (Lang, Wallner, Anderton) | 7:00  |